# Grote Raad van Wallis
De Grote Raad van Wallis (Duits: Grosse Rat, Frans: Grand Conseil) is het kantonsparlement van het kanton Wallis. De Grote Raad vergadert in de hoofdstad Sion; hij heeft wetgevende bevoegdheden en bestaat uit 130 leden die via algemeen kiesrecht worden gekozen voor de duur van vier jaar. De laatste verkiezingen vonden in 2013 plaats. In de Grote Raad wordt simultaan getolkt tussen Frans en Duits.

## Samenstelling Grote Raad
De samenstelling van de Grote Raad na de verkiezingen van 2001, 2005, 2009 en 2013 ziet er als volgt uit:
| Partij      | Zetels 2001 | % 2001 | Zetels 2005 | Zetels 2009 | Zetels 2013 |
| ----------- | ----------- | ------ | ----------- | ----------- | ----------- |
| CVP/PDC     | 74          | 54,1%  | 73          | 68          | 61          |
| FDP/PRD     | 32          | 20,3%  | 28          | 28          | 28          |
| SP\PS - GPS | 19          | 13,5%  | 21          | 22          | 20          |
| SVP/UDC     | 2           | 4,6%   | 6           | 12          | 21          |
| LPS/PLS     | 3           | 1,2%   | 2           | -           | -           |
| Overigen    | 1           | -      | 0           | -           | -           |
| Totaal      | 130         | 100%   | 130         | 130         | 130         |

### Fracties in 2005
- Christlichdemokratische Volkspartei/Parti Démocrate-Chrétien (73)
  - Parti Démocrate-Chrétien du Valais Romand (41)
  - Christlichdemokratische Volkspartei Oberwallis (18)
  - Christlichsoziale Volkspartei (14)

- Freisinnig-Demokratische Partei/Parti Radical-Démocratique (28)
  - Parti Radical-Démocratique Valaisan (26)
  - Freisinnig-Demkoratische Partei Oberwallis (2)

- Sozialdemokratische Partei der Schweiz/Parti Socialiste Suisse (21)
  - Parti Socialiste Valais du Romand (15)
  - Sozialdemokratische Partei Oberwallis (4)
  - Parti Écologiste Valaisan (2)

- Liberale Partei der Schweiz/Parti Libéral Suisse (2)
  - Parti Libéral Valaisan (2)

- Sweizerische Volkspartei/Union Démocratique du Centre (6)
  - Union Démocratique du Centre Valais Romand (5)
  - Schweizerische Volkspartei Oberwallis (1)